# Championnat de France masculin de hockey sur gazon 2013-2014
Navigation
2012-2013 2014-2015
Le championnat de France de hockey sur gazon  2013-2014 est la 107e édition de ce championnat « Élite » qui constitue le plus haut échelon de compétition masculine de hockey sur gazon en France.

## Déroulement de l'épreuve
Le Top 10 est composé de deux poules A et B de cinq équipes chacune. Les trois premiers de chaque poules forment le Top 6. Les deux premiers du Top 6 sont directement qualifiés pour les demi-finales. Les équipes classées de la 3e à la 6e place du Top 6 s'affrontent en quart de finale (les deux matchs chez le mieux classé). Les deux meilleurs sont qualifiés pour les demi finales qui se déroulent sur deux matchs chacune : domicile et extérieur. Les deux vainqueurs sont alors qualifiés pour la finale qui se déroule sur un seul match.

### Top 10
Le Top 10 se déroule en match aller et retour selon deux poules de cinq clubs. Les résultats finaux sont les suivants.

#### Composition et classement final de la poule A
| Classement | Club                              | Nombre de points |
| ---------- | --------------------------------- | ---------------- |
| 1          | Saint-Germain-en-Laye Hockey Club | 19               |
| 2          | FC Lyon Henri Cochet hockey club  | 19               |
| 3          | Cercle athlétique de Montrouge    | 10               |
| 4          | Cambrai Hockey Club               | 6                |
| 5          | Douai Hockey Club                 | 4                |

#### Composition et classement final de la poule B
| Classement | Club                        | Nombre de points |
| ---------- | --------------------------- | ---------------- |
| 1          | Lille Métropole Hockey Club | 21               |
| 2          | Racing Club de France       | 19               |
| 3          | Paris Jean-Bouin            | 8                |
| 4          | Hockey Club de Nantes       | 4                |
| 5          | Le Touquet Hockey Club      | 2                |

### Composition et classement final du Top 6
À l'issue du  Top 6, Lille et Racing Club de France se qualifient directement pour les demi-finales. Les quatre autres équipes s'affrontent en quart de finale pour déterminer les deux autres demi-finalistes.
| Classement | Club                              | Nombre de points |
| ---------- | --------------------------------- | ---------------- |
| 1          | Racing Club de France             | 21               |
| 2          | Lille Métropole Hockey Club       | 21               |
| 3          | Saint-Germain-en-Laye Hockey Club | 17               |
| 4          | FC Lyon Hockey                    | 13               |
| 5          | Cercle athlétique de Montrouge    | 8                |
| 6          | Paris Jean-Bouin                  | 4                |

### Tableau final
le champion en titre et troisième de la saison régulière, St Germain, s'est imposé successivement face au Paris Jean Bouin et à Lille pour se hisser en finale. Le racing club de France s'impose deux fois 2-1 pour accéder à la finale.
|  | Quarts de finale               | Quarts de finale         |                                        |        | Demi-finales                  | Demi-finales                  |  |  | Finale         | Finale         |
|  | Quarts de finale               | Quarts de finale         |                                        |        | Demi-finales                  | Demi-finales                  |  |  | Finale         | Finale         |
|  |                                |                          |                                        |        |                               |                               |  |  |                |                |
|  | 1er du Top 6                   | 1er du Top 6             |                                        |        | à Versailles, 14 et 15 juin ; | à Versailles, 14 et 15 juin ; |  |  | 22 juin, Lille | 22 juin, Lille |
|  | 1er du Top 6                   | 1er du Top 6             |                                        |        | à Versailles, 14 et 15 juin ; | à Versailles, 14 et 15 juin ; |  |  | 22 juin, Lille | 22 juin, Lille |
|  | Racing Club de France          |                          |                                        |        | à Versailles, 14 et 15 juin ; | à Versailles, 14 et 15 juin ; |  |  | 22 juin, Lille | 22 juin, Lille |
|  |                                |                          |                                        |        | à Versailles, 14 et 15 juin ; | à Versailles, 14 et 15 juin ; |  |  | 22 juin, Lille | 22 juin, Lille |
|  |                                |                          |                                        |        | à Versailles, 14 et 15 juin ; | à Versailles, 14 et 15 juin ; |  |  | 22 juin, Lille | 22 juin, Lille |
|  | Racing Club de France          | 2 ; 2                    |                                        |        |                               |                               |  |  | 22 juin, Lille | 22 juin, Lille |
|  | Racing Club de France          | 2 ; 2                    | à Lyon, le 31 mai et le 1er juin       |        |                               |                               |  |  | 22 juin, Lille | 22 juin, Lille |
|  |                                | FC Lyon HC HC            | 1 ; 1                                  |        |                               |                               |  |  | 22 juin, Lille | 22 juin, Lille |
|  | FC Lyon HC HC                  | FC Lyon HC HC            | 1 ; 1                                  | 0 ; 3  |                               |                               |  |  | 22 juin, Lille | 22 juin, Lille |
|  | FC Lyon HC HC                  |                          |                                        | 0 ; 3  |                               |                               |  |  | 22 juin, Lille | 22 juin, Lille |
|  | Cercle athlétique de Montrouge | 1 ; 1                    |                                        |        |                               |                               |  |  | 22 juin, Lille | 22 juin, Lille |
|  | Cercle athlétique de Montrouge | 1 ; 1                    | Racing Club de France                  | 1      |                               |                               |  |  |                |                |
|  | 2e du Top 6                    |                          | Racing Club de France                  | 1      |                               |                               |  |  |                |                |
|  |                                | Saint-Germain-en-Laye HC | 4                                      |        |                               |                               |  |  |                |                |
|  | Lille                          | Saint-Germain-en-Laye HC | 4                                      |        |                               |                               |  |  |                |                |
|  | à Lille, 14 et 15 juin         |                          |                                        |        |                               |                               |  |  |                |                |
|  |                                |                          |                                        |        |                               |                               |  |  |                |                |
|  | Lille                          | 1 ; 4                    |                                        |        |                               |                               |  |  |                |                |
|  | Lille                          | 1 ; 4                    | à St Germain, le 31 mai et le 1er juin |        |                               |                               |  |  |                |                |
|  |                                | Saint-Germain-en-Laye HC | 7 ; 2                                  |        |                               |                               |  |  |                |                |
|  | Saint-Germain-en-Laye HC       | Saint-Germain-en-Laye HC | 7 ; 2                                  | 8 ; 10 |                               |                               |  |  |                |                |
|  | Saint-Germain-en-Laye HC       |                          |                                        | 8 ; 10 |                               |                               |  |  |                |                |
|  | Paris Jean-Bouin               | 3 ; 2                    |                                        |        |                               |                               |  |  |                |                |
|  | Paris Jean-Bouin               | 3 ; 2                    |                                        |        |                               |                               |  |  |                |                |

### La finale
La finale est organisée sur le terrain du Lille Métropole Hockey Club au stade Delécaux à Lambersart. La finale oppose donc Saint-Germain-en-Laye à Racing club de France : Saint-Germain-en-Laye remporte la finale 4 à 1 (3 - 1 à la mi-temps). Les deux équipes sont qualifiées pour l'Euro Hockey League.

#### Feuille de match
| Finale du championnat de France 22 juin 2014 | Saint-Germain-en-Laye                                                | 4 - 1   | Racing club de France | stade Delécaux, Lambersart                    |                                               |
|                                              | Hugo Genestet, Blaise Rogeau, Charles Verrier, Jean-Baptiste Pauchet | (3 - 1) | Jean David Koch       | Arbitrage : Benjamin Mauss Grégory Maya-Pérez | Arbitrage : Benjamin Mauss Grégory Maya-Pérez |

| Saint Germain : |    |                       |
|                 |    |                       |
|                 |    | Coty                  |
|                 |    | Romain Duclos         |
|                 |    | Pourcelet             |
|                 |    | Guillaume Deront      |
|                 |    | Hugo Genestet         |
|                 |    | Tom Genestet          |
|                 |    | Pierre-Louis Verrier  |
|                 |    | Frédéric Verrier      |
|                 |    | Ba. Rogeau            |
|                 |    | Jean-Baptiste Pauchet |
|                 |    | T. Pauchet            |
|                 |    | Jamot                 |
|                 |    | Blaise Rogeau         |
|                 |    | Kévin Mercuiro        |
|                 |    | François Goyet        |
|                 | GK | Martin Zylbermann     |
|                 | GK | Julien Thamin         |
| Entraîneur :    |    |                       |
| Pascal Poulenc  |    |                       |

| Racing club de France : |    |                  |
|                         |    | Scheffer         |
|                         |    | Jean David Koch  |
|                         |    | Pignorel         |
|                         |    | Meyer            |
|                         |    | Desmazures       |
|                         |    | Francotte        |
|                         |    | N. Martin-Brisac |
|                         |    | Monier           |
|                         |    | Cheron           |
|                         |    | Benat            |
|                         |    | Sanchez          |
|                         |    | S. Martin-Brisac |
|                         |    | Kieffer          |
|                         |    | Diaz             |
|                         |    | Riesser          |
|                         | GK | Saunier          |
| Entraîneur :            |    |                  |
| Gaël Foulard            |    |                  |